# Predatoroonops maceliot
Espèce
Predatoroonops maceliot est une espèce d'araignées aranéomorphes de la famille des Oonopidae.

## Distribution
Cette espèce est endémique du Brésil. Elle se rencontre dans les États de São Paulo à Ilhabela et à [[ ]] et de Rio de Janeiro à Rio de Janeiro.

## Description
Le mâle holotype mesure 1,70 mm et la femelle paratype 2,08 mm.

## Étymologie
Comme toutes les espèces de ce genre décrites en 2012, le nom de cette espèce fait référence au film Predator en raison de l'aspect de la chélicère du mâle. Ici le personnage Mac Eliot interprété par Bill Duke.

## Publication originale
- Brescovit, Bonaldo, Santos, Ott & Rheims, 2012 : The Brazilian goblin spiders of the new genus Predatoroonops (Araneae, Oonopidae). Bulletin of the American Museum of Natural History, no 370, p. 1-68 (texte intégral).